# Маленга (река)
Маленга (устар. Маленьга) — река в России, протекает по территории Беломорского района Карелии.

## Физико-географическая характеристика
Река берёт начало из болота Уккозерский Мох на высоте 98,0 м над уровнем моря и далее течёт преимущественно в северо-северо-западном направлении по заболоченной местности.
Устье реки находится на высоте 11,0 м над уровнем моря в 11 км по правому берегу реки Ухта. Длина реки — 25 км, площадь водосборного бассейна — 60,2 км².

## Данные водного реестра
По данным государственного водного реестра России относится к Баренцево-Беломорскому бассейновому округу, водохозяйственный участок реки — реки бассейна Онежской губы от южной границы бассейна реки Кемь до западной границы бассейна реки Унежма, без реки Нижний Выг. Речной бассейн реки — бассейны рек Кольского полуострова и Карелии, впадает в Белое море.